# 体操の時間。
『体操の時間。』（たいそうのじかん）は、フジテレビ系列28局で、2007年4月2日より2009年3月31日まで月曜 - 金曜 14:00 - 14:05（日本時間）の放送時間で放送されていた5分間の体操番組。ハイビジョン制作、字幕放送。

## 内容
- スタジオや日本全国のある場所にて体操をする内容。曜日別オリジナル体操の他、フジテレビが製作するテレビ番組・映画のコラボ企画として番組・映画出演関係者によるオリジナル体操や、フジテレビが主催・独占放送するスポーツイベントを題材としたオリジナル体操も行っていた。ナレーションは大滝秀治。

- 2009年3月31日をもって終了。後番組は『子育てれび』を一新させた『はじめて記念日』がスタートし、空いた水・木曜 11:25 - 11:30枠には『親子クラブ』がスタートした。

## 放送された体操

### 定期放送
2007年4月 - 2008年3月・最終回「メキラブピース 〜ピッタンペッタン体操〜」
歌：乙葉、作詞：香瑠鼓、作曲：良澄、出演：PPファクトリー（イザベルとベネ・塩コショー）、ガチャピン・ムック（不定期出演）
※ 塩コショーが解散したため終了、最終回ではロケ映像をつなげた総集編が放送された。
2007年6月 - 2009年3月：水曜日「お仕事体操ロックンロール」
歌・作詞・作曲:はなわ
2007年6月 - 2009年2月「おやこ体操」
歌：ビックスモールン、作詞・作曲：はなわ、編曲：成田忍
2008年4月 - 9月「グーグー体操」
出演：エド・はるみ・パンプキンズ
※DVDが発売された
2008年10月 - 2009年3月「芋FITNESS」
出演：芋洗坂係長
挿入歌：Dancing Queen、淋しい熱帯魚、Young Man、待つわ
2009年1月 - 3月「ながら☆エクササイズ」
出演：相沢真紀、スザンヌ
コーナーナレーション：中村正
2009年2月「イワイガワnoチョビっと体操」
出演：イワイガワ
挿入歌：港のヨーコ・ヨコハマヨコスカ・ライディーン
振付:カサノボー晃

### コラボ企画
2007年7月11日 - 8月31日「悟空体操」
歌：香取慎吾、作詞：武部聡志、作曲：小西康陽
- 初級編 7月11日 - 7月27日・8月27日 - 8月31日
- 中級編 7月30日 - 8月10日
- 上級編 8月13日 - 8月24日

※『西遊記』のコラボ企画。2007年10月にDVDが発売され、特典映像に『SMAP×SMAP』のコント『ヒリーズヒートキャンプ』を収録
2007年9月3日 - 28日「HERO(疲労)回復体操」
出演：田中要次、正名僕蔵、塩コショー、八嶋智人、 作詞：武部聡志・香瑠鼓、作曲：小西康陽
※『HERO』のコラボ企画。回ごとに首や肩などの体の一部分に重点を置いた体操を行う。木村拓哉も出演（体操には非出演）。
2007年10月22日 - 12月14日（2007ワールドカップ男子戦終了まで）「JUMP体操」
出演：Hey! Say! JUMP、振り付け：SANCHE
※バレーボールワールドカップのコラボ企画。初回の掛け声は薮宏太が担当。
2007年12月17日 - 28日 ・2008年2月15日 - 3月21日「フィギュア体操」
出演：塩コショー、イザベルとベネ　演奏曲：「ボレロ」
※全日本フィギュア2007・「世界フィギュア2008」のコラボ企画。
2008年1月7日 - 3月24日（毎週月曜日） 「ローズダンス」
出演: 演奏曲：山下達郎「ずっと一緒さ」
※2008年1月期の月9ドラマ『薔薇のない花屋』のコラボ企画。全曜日に放送した週もあった。
2008年2月1日 - 4月11日「ドラリオン体操」
出演：シルク・ドゥ・ソレイユ
※「ドラリオン」のコラボ企画
2008年4月14日 - 5月9日　「少林少女体操」
出演：ラムチーチョン・チンカイマン、少林少女ガールズ
※「少林少女」のコラボ企画
2008年5月12日 - 7月14日（毎週月曜日）「CHANGE体操」
出演：木村拓哉、加藤ローサ他
※月9ドラマ『CHANGE』のコラボ企画
2008年5月20日 - 5月30日　三谷幸喜出演による「おやこ体操」「グーグー体操」「お仕事体操ロックンロール」 （毎週火・水・金曜日）
出演：三谷幸喜
※映画『ザ・マジックアワー』のコラボ企画
2008年5月29日 - 9月18日（毎週木曜日）「Floor Play体操」
出演：バーン・ザ・フロア・カンパニー
※『タマホームプレゼンツ・Floor Pray -BURN THE FLOOR-』のコラボ企画
2008年7月2日 - 7月25日（基本的には水 - 金曜日（ - 7月18日）、月 - 金曜日（7月21日 - ）「FNS27時間テレビ!!2008」放送前日まで）「笑顔体操」
出演：明石家さんま・FNS系列各局の女子アナウンサー（毎回2名）、振付：KABA.ちゃん
※『FNS27時間テレビ』のコラボ企画、『オレたちひょうきん族』のセットや映像も使用している。
2008年12月15日 - 26日、1月19 - 23日、3月23日 - 3月27日「フィギュア体操 〜シングルorダブル〜」
出演：ローラ・チャン、ナレーション：伊藤利尋、八木沼純子
演奏曲：「ボレロ」
※全日本フィギュア2008・2009四大陸フィギュア・世界フィギュア2009とのコラボ
2009年2月24日 - 3月13日「コルテオ体操」
出演：シルク・ドゥ・ソレイユ
※コルテオとのコラボ企画

## ロケ地協力
- セントマーガレット病院 - お仕事体操ロックンロール（看護師さん）

## 備考
- 番組ロゴの「。（句点）」は2時を指したアナログ時計のマークになっている。
- オープニングは2007年の開始時は大滝秀治のナレーションと共に体操をするキャラクターのアニメ映像だったが、2008年は4色のオリジナルキャラクターに変更されており、2008年4月21日からは大滝秀治を模したキャラクターも登場している。
- 番組開始前の2007年3月に『ポンキッキ』が終了したため、2008年3月当時まで、地上波でガチャピンとムックがレギュラー出演していた唯一の番組となっていた（ただし、出演はピッタンペッタン体操のみだった）。その『ポンキッキ』は、前身の『ひらけ!ポンキッキ』がスタート当初14:00からの放送だったため、ガチャピンとムックは奇せずして元の時間帯に戻って来たことになる。
- 「お仕事体操」は様々な職業を基にした体操を不定期で入れ替えていたが、一度だけ「お巡りさん」と「警察官」を同じ職種ながら別々の体操として放送した事がある（2008年7月期の火曜夜9時ドラマ『シバトラ』とのコラボ企画だったため）。
- 放送開始当初は学校や会社、地域のイベントなどで行われるオリジナル体操を視聴者から募集していたが、応募が少なかったため数回しか放送されなかった。
- テレビ大分と沖縄テレビは、2008年と2009年の成人の日の放送分は高校サッカーの決勝戦を日テレからの同時ネット受けをしていたため、両局とも同日の16:45から時差ネットされた（ただしハイビジョンでなく、4:3での放送となった）。
- 最終回では「ピッタンペッタン体操」の総集編が放送され、最後にそれ以外の定期体操の出演者の映像と共に大滝の挨拶で終了した。